# استفان براکستون
استفان براکستون (انگلیسی: Stephen Brackstone؛ زادهٔ ۱۹ سپتامبر ۱۹۸۲) بازیکن فوتبال اهل بریتانیا است.
از باشگاه‌هایی که در آن بازی کرده‌است می‌توان به باشگاه فوتبال میدلزبرو، باشگاه فوتبال یورک سیتی، و باشگاه فوتبال بیشاپ اوکلند اشاره کرد.
وی همچنین در تیم ملی فوتبال زیر ۱۸ سال انگلستان بازی کرده‌است.